# Apóstol Santiago
Apóstol Santiago és un barri de Madrid integrat en el districte d'Hortaleza. Té una superfície de 120,51 hectàrees i una població de 16.069 habitants (2009).
Limita al nord amb Valdelafuente, al sud i est amb Pinar del Rey i a l'oest amb Costillares (Ciudad Lineal). Està delimitat al nord pel carrer de Manuel Azaña, a l'oest pels carrers Golfo de Salónica i Mesena, i a l'est per la carretera d'accés a l'Estació d'Hortaleza.